# ديفيد ليغينو
ديفيد ليغينو (بالإنجليزية: Dave Legeno) ، من مواليد 12 أكتوبر 1963 ، وتوفي بتاريخ 12 يوليو 2014م ، وهو ممثل بريطاني ، شارك في أحد أفلام هاري بوتر ، وتوفي بسبب زيادة حرارة الشمس في ولاية كاليفورنيا الأمريكية.

## مصدر
1. ↑  وفاة ليجينو نجم هاري بوتر في «وادي الموت» - جريدة الرياض نسخة محفوظة 06 يناير 2015 على موقع واي باك مشين.

## وصلات خارجية
- ديفيد ليغينو على موقع شيردوغ (الإنجليزية)

- ديفيد ليغينو على موقع IMDb (الإنجليزية)
- ديفيد ليغينو على موقع روتن توميتوز (الإنجليزية)
- ديفيد ليغينو على موقع ألو سيني (الفرنسية)
- ديفيد ليغينو على موقع ميوزك برينز (الإنجليزية)
- ديفيد ليغينو على موقع أول موفي (الإنجليزية)
- ديفيد ليغينو على موقع قاعدة بيانات الأفلام السويدية (السويدية)
- ديفيد ليغينو على موقع قاعدة بيانات الفيلم (الإنجليزية)
- ديفيد ليغينو على موقع كينوبويسك (الروسية)
- سجل الفنون القتالية المختلطة المهني لـ ديفيد ليغينو على شيردوغ
- BBC